# Fuerte de Ojuelos
El Fuerte de Ojuelos es un edificio ubicado en el municipio de Ojuelos de Jalisco, México. La estructura fue construida en 1570 como un fuerte para la defensa de la Ruta de la Plata y actualmente es usado como sede del Ayuntamiento de Ojuelos. En agosto de 2010 fue declarado Patrimonio de la Humanidad por la Unesco como parte del Camino Real de Tierra Adentro.

## Historia
El Fuerte de Ojuelos fue construido por el capitán Pedro Carrillo Dávila en 1570 por orden del virrey Martín Enríquez de Almansa como parte de un conjunto de siete fortificaciones destinadas a resguardar las caravanas de plata que se desplazaban desde la minas de Zacatecas hasta la Ciudad de México, que solían sufrir de los ataques de los nómadas guachichiles. La estructura del fuerte consiste de un patio central empedrado dedicado para el resguardo de animales de carga. El patio cuenta con una única puerta de acceso desde el exterior y está delimitado por arquerías que marcan los corredores principales, dedicados a conectar con las habitaciones de la estructura. Adicionalmente el fuerte cuenta con una triple crujía utilizada como bodega.
A partir del fuerte se creó la población de Ojuelos de Jalisco. A lo largo de su historia el fuerte recibió distintos usos, entre ellos como taller para la confección de colchones, matadero y sitio para el procesamiento de pieles. El fuerte de Ojuelos fue el único de los siete fuertes construidos por orden del virrey Enríquez en conservarse. En 1977 el edificio fue comprado por el ayuntamiento de Ojuelos de Jalisco y habilitado como sede de la administración municipal. Durante este periodo se realizaron trabajos de modernización que afectaron el diseño original del edificio.
En 2010 el Fuerte de Ojuelos fue declarado Patrimonio de la Humanidad por la Unesco como parte del Camino Real de Tierra Adentro. Tras este reconocimiento se llevaron a cabo trabajos de restauración para retirar las intervenciones modernas y devolver al edificio a su estado original.